# Cliteater

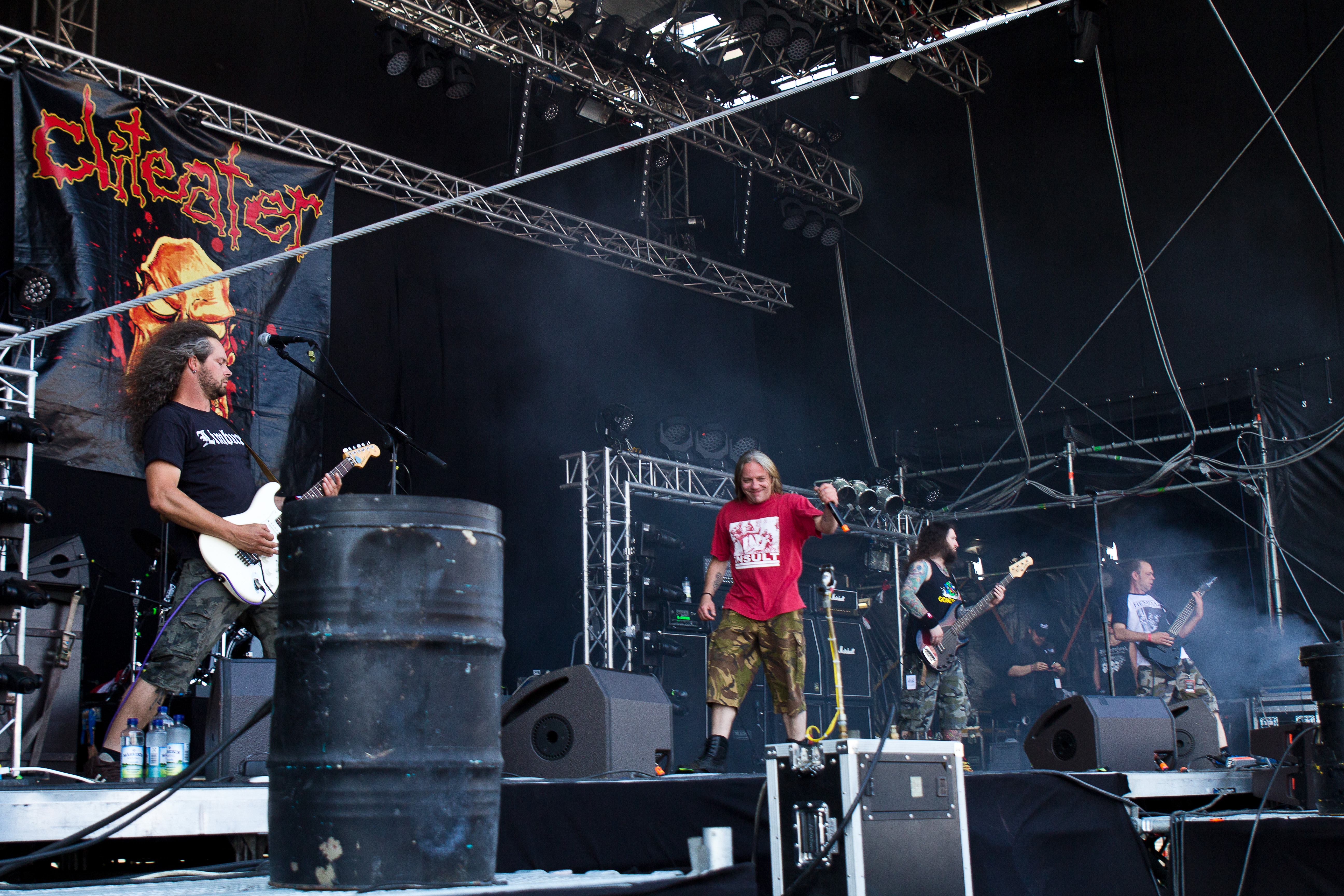
Cliteater

Cliteater was een Nederlandse extrememuziekband. De band speelt een mengeling van deathmetal, goregrind en grindcore met veel groove. Cliteater wordt vaak vergeleken met Blood Duster, Mortician en Inhume.
De band werd opgericht als Saturated Cliteater in januari 2002. De band bestond toen uit twee leden: Vedran Bartolcic (bas) en Ivan (gitaar). In plaats van een drummer werd een drumcomputer ingeschakeld. Ze namen een eerste demo op. Later werd Inhume-zanger Joost Silvrants als zanger aan de band toegevoegd. In juni 2002 vond de groep dan toch een drummer: Morris van den Broek van de goregrindband Fleshbrigade. De naam van de band werd toen veranderd in Cliteater.
In 2003 werd hun debuut Clit e'm all uitgebracht door Dismemberment en Bleedin' Hemmeroid Records. Omdat de vraag groter was dan het aanbod besloot Restrain Records de cd Clit e'm all in 2004 wereldwijd opnieuw uit te brengen. De band speelde dit jaar op festivals als Fuck the commerce (Duitsland) en Obscene extreme (Tsjechië). In 2004 vervoegde ten slotte Alex Albers (ex-Maggots) de band als tweede gitarist. In 2005 werd door Restrain Records de cd Eat Clit Or Die uitgebracht. Deze cd werd genomineerd tot beste grindcore album van 2005, maar behaalde uiteindelijk de 9e plek. In 2006 werd de split cd "Reign in Thongs" uitgebracht door het Australische grind label No Escape Records. Het Nederlandse Suppository was de andere participerende band op deze cd. Ook ging de band in 2006 voor het eerst op toer door Canada en Amerika en speelde op het prestigieuze Maryland Deathfest in Baltimore (Maryland).

## 2007 tot 2009
In 2007 werd Albers vervangen door Susan Gerl (Desensitised). De band speelde dat jaar op grote festivals als Party-San (Duitsland), Obscene Extreme, Deathfeast Open Air (Duitsland) en Blast on Bury (UK). De band tekende een contract bij Morbid Records (Duitsland) voor de nieuwe cd Scream Bloody Clit, die in het najaar van 2007 werd opgenomen. Uiteindelijk was het War-Anthem Records die de plaat uitbracht in mei 2008, nadat zij Morbid Records hadden overgenomen.
Susan Gerl besloot in mei 2008 de band te verlaten en liep gitarist Ivan Cuijpers een zware blessure op aan zijn pols waardoor hij niet meer gitaar kon spelen. De band besloot te wachten totdat Ivans pols weer geheeld was en dit proces duurde acht maanden. In januari 2009 kon de band weer de repetities oppakken.
In mei 2009 kondigde drummer Morris van den Broek aan dat hij na zeven trouwe jaren ging stoppen als drummer. Twee maanden later werd in Martijn Sijmons (Desensitised) een vervanger gevonden. Bassist Vedran Bartolcic ging er een jaar tussenuit en zijn plek werd vervangen door Robbie Rockster.
In januari 2010 werden door het Amerikaanse label Sevared Records de eerste 2 full length albums opnieuw uitgebracht in geheel Amerika. De band werd tevens uitgenodigd voor een korte tour door Noorwegen. In Februari 2010 ging de band samen met Rompeprop en Rectal Smegma op tour door Europa onder de noemer "Goregrind over Europe 2010". In juni 2010 werd in de Soundlodge studio van Jorg Uken de nieuwe cd opgenomen. In oktober 2010 werd de vierde langspeler "The Great Southern Clitkill" uitgebracht via War Anthem records. Inmiddels was Martijn Sijmons ontslagen als drummer en werd in Clemens Kerssies een nieuwe drummer gevonden. In december 2010 keerde bassist Vedran terug op de bas en nam Robbie Rockster plaats achter de tweede gitaar.  

## 2010 tot 2014
In 2011 ging de band voor het eerst een headliner tour doen met de Nederlandse band Jesus Crust. Deze tour ging door West en Oost Europa. ook werd weer op grote festivals gespeeld als Neurotic deathfest, Summerbreeze open air en Partysan open air. Door de nieuwe samenstelling van de band, veranderde ook het geluid van de band, en kreeg de muziek meer rock&roll invloeden. Dit is goed te horen op de cd Cliteaten back to life, die in 2012 werd opgenomen, wederom in de Soundlodge studio. In 2013 werd 2e gitarist Robbie Rockster ontslagen en vervangen door Erno Noorlander. Erno speelde al mee op Neurotic deathfest omdat gitarist Ivan een polsblessure had. De band ging in oktober 2013 2 weken op tour door Rusland. In 2014 kondigde drummer Clemens Kerssies zijn vertrek aan. Hij werd vervangen door Marten van Kruijssen. Na 15 jaar besloot bassist Vedran ook te stoppen. Hij werd vervangen door Jordy Gerits

## 2014 tot 2023
Door de nieuwe samenstelling van de band, verandere ook weer het geluid. De sound ging weer terug naar de roots, en de band klonk meer extremer en sneller. In de winter van 2015 werd de 6e cd opgenomen, wederom in de Soundlodge studio. Deze kreeg de titel: From enslavement to clitoration. Dit zou de meeste extreme plaat van de band worden. Voor de single "Nuke them all" werd een professionele videoclip opgenomen, en de band ging ter promotie in 2016 op tour in een nightliner door Europa met Waco Jesus uit de Verenigde Staten. In 2017 werd Erno ontslagen, en de band besloot om door te gaan in een 4 mans formatie. In 2018 ging de band wederom op tour door Europa in een nightliner, samen met Waco Jesus. Dit zou tevens de laatste tour van de band zijn. Tijdens de coronaperiode kwam de band stil te liggen. Dit had mede te maken met het feit dat 2 van de 4 bandleden geen vaccin tegen Corona wilden nemen. Dit bleek een splijtzwam binnen de band. Aanbiedingen voor shows waren er wel, op voorwaarde dat de band volledig gevaccineerd zou zijn. Helaas waren de 2 niet te overtuigen en werden shows afgeblazen. Uiteindelijk zat de band zelfs zonder platenlabel. In de tussenperiode, startte oprichter Ivan een nieuwe band genaamd From the Crypt, en begon hiermee vol zijn energie in te stoppen. Toen Cliteater in 2023 weer de draad begon op te pakken, besloot oprichter en bandleider Ivan, dat het na 22 jaar genoeg was geweest en gaf aan te gaan stoppen met de band. De dag na dit besluit, heeft de band zelf aangekondigd te gaan stoppen. De band kondigde nog 2 afscheid shows aan. Deze waren Egopop in Egchel/Nederland en Deathfeast open air in Andernach/Duitsland. Op 26 augustus 2023 speelde Cliteater zijn laatste show. 

## Discografie
- "Promo" - 2002
- "A tribute to GUT" - 2003 (een nummer)
- Clit 'Em All - 2003 (Dismemberment/Bleedin' Hemmoroid Records)
- heruitgave "Clit 'Em All" (Restrain Records)
- "Obscene extreme 2004 live DVD" (drie nummers) (Obscene productions)
- Eat clit or die - 2005 (Restrain Records)
- Reign In Thongs (de Cliteater-kant van de Cliteater/Suppository split cd) - 2006 (No Escape Records)
- "Obscene extreme sampler with song Incarcerated" (Obscene productions)
- Scream Bloody Clit - 2008 (War Anthem Records)
- "Party San Open Air live DVD 2007" (drie nummers)
- heruitgave "Clit 'Em All" - 2010 met bonustracks (Sevared Records)
- heruitgave "Eat clit or die" - 2010 met bonustracks (Sevared Records)
- "The Great Southern Clitkill" - 2010 (War Anthem records)
- Cliteaten back to life - 2012 (War Anthem records)
- From Enslavement To Clitoration (2016) War Anthem records)
- 2023 Tribute to Rompeprop (1 nummer)